# Arfaklori
Der Arfaklori (Oreopsittacus arfaki), auch Bergzierlori genannt, ist eine Art aus der Unterfamilie der Loris in der Familie der Eigentlichen Papageien. Die Art ist ein Endemit Neuguineas.

## Merkmale

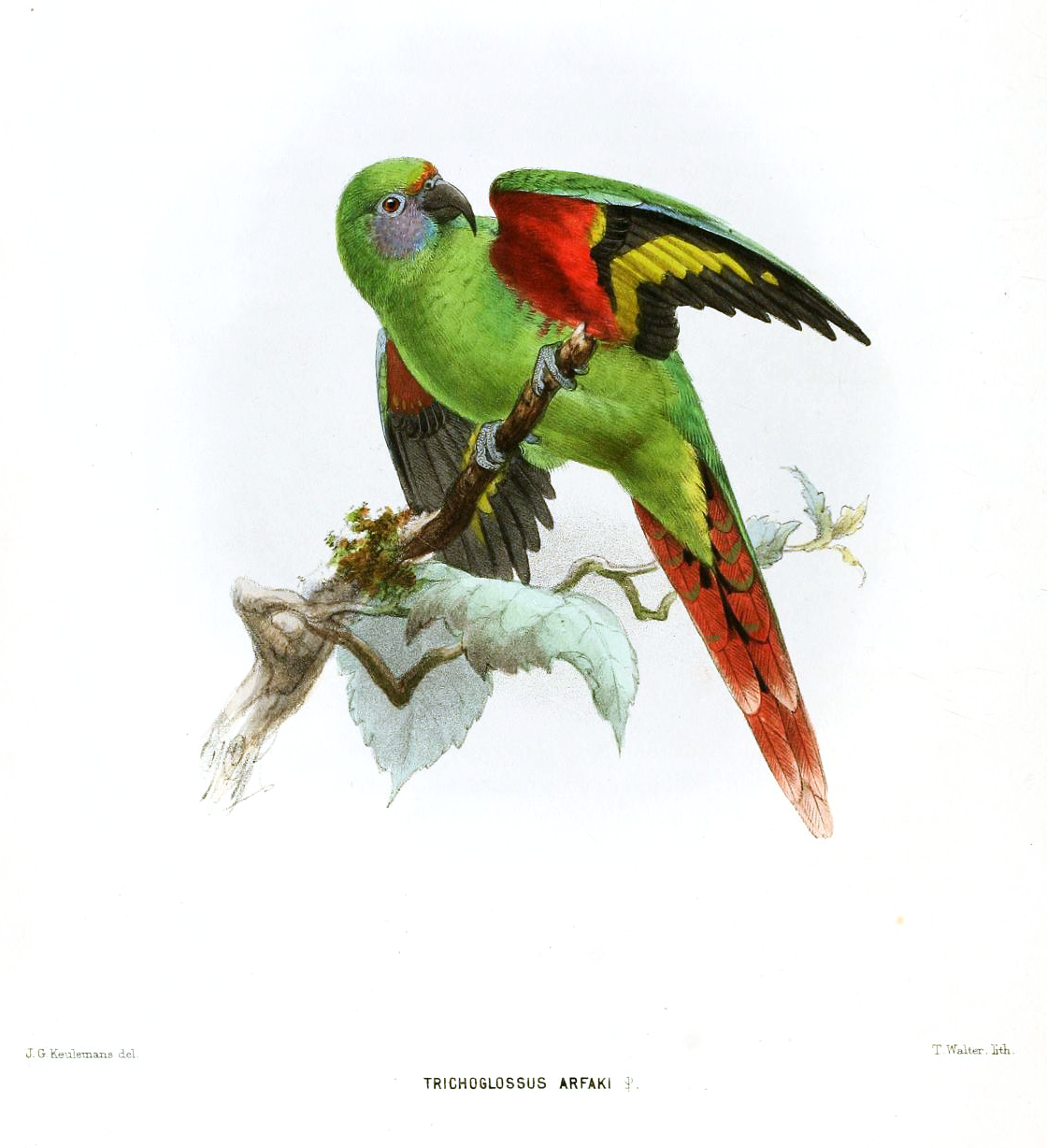
Weiblicher Arfaklori, Illustration

Die Art erreicht eine Körperlänge von 15 bis 17 oder 18 Zentimeter. Sie ist überwiegend grün gefärbt. Bei den Männchen besitzt der Kopf eine rote kappenförmige Zeichnung, die vorn bis zur Schnabelwurzel reicht. Der Schnabel ist rein schwarz, die Iris der Augen schwarzbraun. Die Wangen sind pflaumenfarben blauschimmernd mit zwei Reihen kleiner weißer Streifen. Die Flügeldecken sind oberseits grün befiedert, mit teilweise schwarzen Außen- und bläulichen Innenfahnen. Auf der Flügelunterseite sind die Armschwingen und Deckfedern rot gefärbt, die äußeren teilweise auch gelb. Die Schwungfedern sind schwärzlich mit einem gelben Band. Die Brust und die Unterseite des Rumpfs sind grün, in der Mitte unscharf begrenzt rot (mit Ausnahme der Unterart grandis, diese rein grün). Der Schwanz ist auf der Oberseite proximal (körpernah) grün, nach außen hin schwarz gefärbt, mit rosaroten Spitzen. Die Unterseite des Schwanzes ist rot gefärbt, nach außen hin mit etwas schwarz. Die Beine sind grau gefärbt.
Das Weibchen ist dem Männchen sehr ähnlich. Im Unterschied zu diesem ist der Kopf auch auf der Oberseite grün, die rote kappenartige Zeichnung fehlt also (selten sind einzelne rote Federn eingestreut).

## Verbreitung und Lebensraum
Die Art kommt in Gebirgen der Insel Neuguinea vor, sie lebt in beiden Inselhälften (Westneuguinea und Papua-Neuguinea). Die Art lebt in drei Unterarten in drei räumlich voneinander getrennten Gebirgsregionen (vgl. im Kap. Unterarten) meist in Höhen zwischen 2500 und 3750 Meter Höhe, gelegentlich aber auch tiefer, bis 1700, sehr selten bis 1000 Meter Höhe. Sie gilt hier als relativ häufig. Sie bewohnt montane und subalpine Wälder und gilt als charakteristisches Element der Nebelwald-Stufe.

## Lebensweise
Der Arfaklori zieht in kleinen Gruppen mit Artgenossen oder anderen Vogelarten wie Honigfressern oder Mistelfressern durch die Baumkronen auf der Suche nach Nektar, Pflanzenpollen, Fruchtsäften, Blüten oder Früchten.

## Fortpflanzung
Zur Balz ruft das Männchen von einem Ast nach Weibchen. Dabei stolziert es mit nickendem Kopf auf und ab und reckt ihm dem Weibchen zu. Die Brut wird in Baumhöhlen angelegt.

## Gefährdung und Schutzmaßnahmen
Da die Art noch relativ häufig vorkommt und keine Gefährdungen bekannt sind, wird sie von der IUCN als ungefährdet (Least Concern) eingestuft.

## Unterarten
Es sind drei Unterarten bekannt:
- Oreopsittacus arfaki arfaki (Meyer, AB, 1874)[4] kommt in den Bergen Vogelkops im nordwestlichen Neuguinea vor.
- Oreopsittacus arfaki major Ogilvie-Grant, 1914[5] ist in den Schneebergen Westneuguineas (Umgebung des Baliem-Tals) verbreitet.
- Oreopsittacus arfaki grandis Ogilvie-Grant, 1895[6] kommt in den zentralen und östlichen Bergen Neuguinea vor, östlich bis zur Huon-Halbinsel und der Victor Emanuel Range.[7]

Oreopsittacus arfaki intermedius Reichenow, 1915 gilt als Synonym zu O. a. grandis.

## Taxonomie und Systematik
Die Art wurde von Meyer 1874 als Trichoglossus arfaki erstbeschrieben. Typuslokalität ist das Arfakgebirge im Nordosten der Insel Neuguinea. 1877 wurde sie durch Salvadori in die neu aufgestellte Gattung Oreopsittacus transferiert. Es ist die einzige Art der damit monotypischen Gattung. Die Gattung Oreopsittacus steht innerhalb der Loris taxonomisch relativ isoliert. Innerhalb der Tribus Loriini bildet sie die Schwestergruppe aller anderen Arten zusammengenommen. Die Art ist innerhalb der Loris morphologisch einzigartig dadurch, dass sie 14 anstelle von sonst 12 Schwanzfedern aufweist.